# 文兰 (数学家)
文兰（1946年3月14日—），男，籍贯安徽泾县，生于甘肃兰州，中国数学家，北京大学教授，中国科学院院士。

## 生平
文兰生于甘肃兰州，籍贯安徽泾县。1970年毕业于北京大学数学力学系。1986年获美国西北大学博士学位。1998年获得陈省身数学奖。1999年当选为中国科学院院士。2005年当选为第三世界科学院院士。2011年获得华罗庚数学奖。

## 家庭
姐夫张恭庆同为数学家、中国科学院院士。

## 奖项和荣誉
- 1998年获得陈省身数学奖
- 2011年获得华罗庚数学奖